# Petronio (prefetto del pretorio)
Petronio (latino: Petronius; floruit 395-402/408) fu un politico dell'Impero romano d'Occidente.

## Biografia
Fratello di Patronio, aveva un figlio omonimo. Cristiano, ricevette un'educazione secolare, ma ne diede una religiosa al figlio, che difatti divenne vescovo di Bologna.
Tra il 395 e il 397 fu vicarius Hispaniarum, e in questo periodo gli furono indirizzate diverse leggi conservatesi.
Ricevette delle lettere da Quinto Aurelio Simmaco, tra cui una nel 399, in cui l'aristocratico romano gli chiedeva aiuto nell'acquisto di cavalli spagnoli, e un'altra ricevuta subito dopo la fine del suo mandato di vicarius.
Altre lettere, forse otto, le ricevette tra il 398 e il 401, alcune di queste le ricevette insieme al fratello. Durante la permanenza a corte esercitò una qualche influenza, e intorno al 401 ricoprì un incarico ignoto (forse quaestor sacri palatii, magister officiorum o comes rerum privatarum).
Una legge a lui indirizzata e databile tra il 402 e il 408 lo identifica come Prefetto del pretorio delle Gallie; in tale veste organizzò un'assemblea annuale ad Arelate.